# ESWE Verkehr
ESWE Verkehrsgesellschaft ook ESWE Verkehr is een Duitse vervoersmaatschappij met haar hoofdvestiging in Wiesbaden.

## Activiteiten
ESWE Verkehr is het stadsvervoerbedrijf voor de stad Wiesbaden dat openbaar vervoer verzorgt. Het is een zelfstandige dochtermaatschappij van de stad Wiesbaden.
ESWE Verkehr vervoert jaarlijks zo'n 49 miljoen reizigers. Het bedrijf heeft daarvoor 191 bussen, waaronder 71 gelede bussen (situatie 2010). Het net heeft een lengte van ongeveer 594 kilometer.

## Lijnennet
Het lijnennet van de ESWE Verkehr is uitgebreid te noemen. ESWE rijdt door Wiesbaden, Mainz, Niedernhausen, Hofheim, Eppstein en Hochheim. De meeste bussen rijden maandag tot en met zaterdag om de 10 minuten. Het netwerk bestaat uit 45 buslijnen en 9 nachtlijnen
| Lijn | Route |
| ---- | --- |
| 1    | Nerotal (Nerobergbahn) - Hauptbahnhof - Dürerplatz |
| 2    | Klarenthal - Wilhelmstraße - Sonnenberg |
| 3    | Nordfriedhof - Hauptbahnhof - Biebrich, (3B over Brunhildenstraße) |
| 4    | Kohlheck - Hauptbahnhof - Biebrich |
| 5    | Schierstein - WI-Zentrum - Erbenheim |
| 6    | Nordfriedhof - Platz der Deutschen Einheit - Kastel Brückenkopf - Mainz Hauptbahnhof - Mainz-Marienborn, (6A via Mainz Hauptbahnhof - Mainz-Bretzenheim - Gutenberg-Center)                |
| 8    | Steinberger Straße - Hauptbahnhof - Eigenheim |
| 9    | Schierstein - Biebrich - Mainz Hauptbahnhof - Isaac-Fulda-Allee |
| 14   | Carl-von-Linde-Straße - Klartenthal - Hauptbahnhof - Biebrich - Schierstein |
| 15   | Gräselberg - WI-Zentrum - Erbenheim - Nordenstadt, (15D verder naar Wallau naar Delkenheim                                                                                                 |
| 16   | Südfriedhof - Hauptbahnhof - WI-Zentrum - Sonnenberg - Rambach, (16H alleen naar Hofgartenplatz/Sonnenberg)                                                                                |
| 17   | Klarenthal - Dotzheimer Straße - WI-Zentrum - Bierstadter Straße - Bierstadt Wolfsfeld, (17F van Klarenthal - Anne-Frank-Straße)                                                           |
| 18   | Sauerland - Europaviertel - WI-Zentrum - Thermalbad/Kurkliniken - Sonnenberg |
| 20   | Naurod - Bremthal - Niederjosbach |
| 21   | Platz der Deutschen Einheit - Naurod - Medenbach (- Wildsachsen), (21T via Tannenring) |
| 22   | Platz der Deutschen Einheit/Berufsschulzentrum - Naurod - Niedernhausen - Oberjosbach |
| 23   | Schierstein - Dr.-Horst-Schmidt-Kliniken - WI-Zentrum - Bierstadt - Igstadt - Breckenheim - Wildsachsen                                                                                    |
| 24   | Frauenstein - Dr.-Horst-Schmidt-Kliniken - WI-Zentrum - Bierstadt - Kloppenheim - Heßloch, (24S en 24W via Schelmengraben of Wolfsfeld)                                                    |
| 27   | Schelmengraben - WI-Zentrum - Hauptbahnhof - Berufschulzentrum - ESWE-Freizeitbad, (27B alleen naar Berufschulzentrum)                                                                     |
| 28   | Platz der Deutschen Einheit - Hauptbahnhof - Erbenheim - Kastel - Mainz Am Brand |
| 33   | Tierpark Fasanerie - Platz der Deutschen Einheit - Hauptbahnhof - Kastel - Kostheim, (33B over Brunhildenstraße en Krautgärten, 33A van Freizeitbad)                                       |
| 37   | (Erbenheim –) Bierstadt - Hauptbahnhof - Wielandstraße(/Gymnasium Mosbacher Berg) |
| 38   | Europaviertel - Waldstraße - Biebrich |
| 39   | Dr.-Horst-Schmidt-Kliniken - Dotzheim - Biebrich - Wiesbaden Ost, (39F Biebrich - Biebrich Friedhof)                                                                                       |
| 45   | John-F.-Kennedy-Straße - Hauptbahnhof - WI-Zentrum - Freudenberg - Biebrich - Mainz-Mombach - Universität - Mainz Hauptbahnhof                                                             |
| 46   | Platz der Deutschen Einheit - Nordenstadt - Wallau - Massenheim - Hochheim Berliner Platz                                                                                                  |
| 47   | Dernsches Gelände - Biebrich Karl-Bosch-Straße - Schiersteiner Brücke - Zeilstraße/Mainz-Gonsenheim Wildpark                                                                               |
| 48   | Platz der Deutschen Einheit - Nordenstadt - Wallau - Delkenheim - Hochheim Bahnhof, (48X zonder stop in Nordenstadt en Wallau, 48S van Delkenheim - Hochheim Heinrich-von-Brentano-Schule) |
| E    | Breckenheim - Nordenstadt - Hauptbahnhof |

### Nachtlijnen
| Lijn | Route |
| ---- | --- |
| N2   | Platz der Deutschen Einheit - Erbenheim - Nordenstadt - Delkenheim                                                 |
| N3   | Platz der Dt. Einheit - Hauptbahnhof - Biebrich - Schierstein                                                      |
| N4   | Dernsches Gelände - Elsässer Platz - Dotzheim - Schelmengraben - Frauenstein                                       |
| N5   | Hauptbahnhof - Platz der Deutschen Einheit - Dürerplatz - Klarenthal - Kohlheck                                    |
| N7   | Platz der Dt. Einheit - Hauptbahnhof - Südfriedhof - Erbenheim - Kastel - Kostheim                                 |
| N9   | Dernsches Gelände - Platz der Deutschen Einheit - Waldstraße - Gräselberg - Schierstein                            |
| N10  | Schlachthof - Hauptbahnhof - Sonnenberg - Rambach - Naurod - Auringen - Medenbach                                  |
| N11  | Platz der Dt. Einheit - Bierstadt - Heßloch - Kloppenheim - Igstadt - Breckenheim                                  |
| N12  | Dernsches Gelände - Platz der Deutschen Einheit - Loreleiring - Europaviertel - Sauerland - Dotzheim - Schierstein |